# Rhododendron epilosum
Rhododendron epilosum är en ljungväxtart som först beskrevs av Johannes Jacobus Smith, och fick sitt nu gällande namn av Graham Charles George Argent. Rhododendron epilosum ingår i släktet rododendron, och familjen ljungväxter. Inga underarter finns listade i Catalogue of Life.